# Vilivere
Vilivere – wieś w Estonii, prowincji Rapla, w gminie Kohila.
Znajduje się tu przystanek kolejowy Vilivere, położony na linii Tallinn – Parnawa/Viljandi.